# Carlo Mense

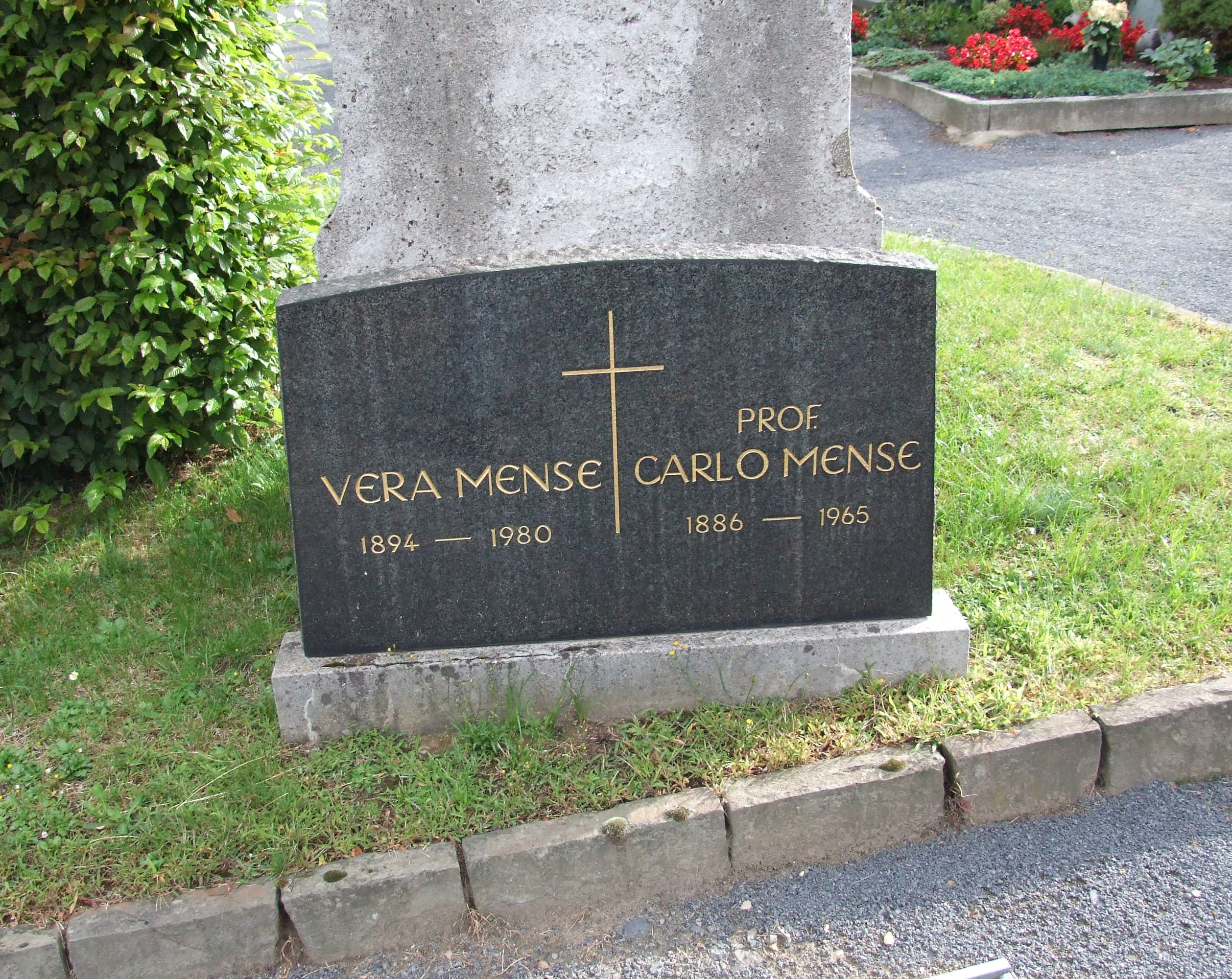
Tumba de Carlo Mense en el Alten Friedhof de Bad Honnef.

Carlo Mense (13 de mayo de 1886  Rheine (Alemania) - 11 de agosto de 1965 en Königswinter (Alemania)) fue un pintor adscrito al expresionismo renano y a la Nueva Objetividad y profesor de la academia estatal de arte de Breslavia.

## Obra
Los siguientes enlaces conducen a la obra de Carlo Mense. 
- Óleo y témpera:
- Vidrio:
- Acuarela y mezcla de técnicas:
- Dibujo:
- Impresión:

- Datos: Q875306
- Multimedia: Carlo Mense / Q875306